# Miguel de Toro y Gómez
Miguel de Toro y Gómez (Loja, 1851-Buenos Aires, 1922) fue un escritor, filólogo, profesor, académico, historiador, lexicógrafo y traductor español.

## Biografía
Nació en 1851 en la localidad granadina de Loja. Licenciado en letras, residió en París, donde ejerció como profesor de la Asociación politécnica y fue oficial de la Academia. Fue autor de obras filológicas e históricas, entre ellas un Diccionario enciclopédico de la lengua castellana. Colaboró en publicaciones periódicas como Alrededor del mundo (1903). Como traductor, en 1885 se publicó su versión al español de Rafael, de Alphonse de Lamartine. Padre del lexicógrafo Miguel de Toro y Gisbert, falleció en 1922 en Buenos Aires.